# 富士見村 (群馬県)
富士見村（ふじみむら）は、群馬県の中部に位置した、赤城山の南面に広がる村である。2009年5月5日に前橋市に編入され、廃止された。

## 地理
関東平野の北西端にあり、赤城山の山頂周辺から南側にかけて南北に長い村域である。
赤城山の山頂には大沼、小沼と呼ばれるカルデラ湖があり、周囲にはミズバショウなどの高山植物が生息する覚満淵という湿原がある。冬季における大沼でのワカサギ釣り、その周辺の白樺やつつじが有名である。四季を通じてこれらの自然に彩られており、多くの観光客が訪れる。
村の北半分は人家は殆ど無く大部分が森林なのに対して、南半分は緩やかな丘陵地帯であり、畑作を中心とした都市近郊農業地帯である。南側と東側は県都前橋市に隣接しており都市部から住民が流入、人口が増加し、全国で4番目に人口の多い村であった。
- 山岳：駒ヶ岳(1,685m)、地蔵岳(1,674m)、長七郎山(1,579m)、荒山(1,572m)、鈴ヶ岳(1,565m)、鍋割山(1,332m)
- 河川：赤城白川、細ヶ沢川、法華沢川
- 湖沼：大沼、小沼、覚満淵、富入沢ダム

### 隣接していた自治体
- 群馬県前橋市、桐生市、沼田市、渋川市

## 歴史

### 沿革
- 1889年（明治22年）4月1日 - 赤城南面の田島、引田、横室、原之郷、小沢新田、時沢、小暮、皆沢新田、漆窪、石井、市之木場、山口、米野の13ヶ村が合併。これらの村から南方に富士山を見ることができたことと、富士山を望める13令制国をいう「富士見十三州」との語呂あわせで「富士見村」と名付けられた。
- 1896年（明治29年）4月1日 - 郡統合（東群馬郡と南勢多郡の統合）により勢多郡に所属。
- 1951年（昭和26年）4月4日 - 国土緑化推進員会及び群馬県の共催で植樹祭（後の全国植樹祭）が開催。昭和天皇が赤城山麓の植樹会場に行幸[1]。
- 1993年（平成5年）9月1日、勢多郡北橘村と境界変更。
- 1996年（平成8年）11月1日、前橋市と境界変更。
- 1998年（平成10年）11月1日、前橋市と境界変更。
- 2009年（平成21年）5月5日、前橋市へ編入され、前橋市富士見地区となる。

### 前橋市、前橋広域圏との合併協議経緯
2001年夏に新潟県にて行われた、前橋広域圏5市町村（前橋市・大胡町・宮城村・粕川村・富士見村）の首長による会合（いわゆる「弥彦会談」）にて「合併特例法期限内に熟度の高まった所から順次合併」という方針が出され、富士見村を含む前橋地域合併が動き出した。
弥彦会談では、実質的には4町村が「前橋市に編入」ということで大筋合意していたが、富士見村議会から待ったがかかる形となり、2002年に前橋広域圏の任意合併協議会が開催されるも参加しなかった。当時の関口村長が議会の圧力もあり自立を表明。このため、村長は住民によるリコールで失職する。
このリコールにより村民から「前橋市との合併」という民意の意思表示が成されたにもかかわらず、その後就任した星野村長は当初「中立」というスタンスを取り、再度、住民投票という形で民意を問うこととなった。結果、合併賛成が63%となり、ここでようやく前橋市との1市1村で法定合併協議会を設置する。他の町村との合併協議会に加わらなかったのは、この時点ではまだ議会が合併に難色を示し先行きが不透明で、他の町村に迷惑をかけないためである。
前橋市と大胡・宮城・粕川の各町村の合併協議は順調に進み、2003年秋に合併調印。この1町2村は2004年12月5日に前橋市に編入された。そして、前橋・富士見の合併協議も2004年夏に「2005年5月1日前橋市に編入合併」で決着、調印された。しかし、その後富士見村議会が民意を無視して合併に反対。2度出された合併議案を共に否決し、星野村長は「自立」を表明した。
合併破談後、前橋広域圏行政の消滅に伴い、消防など一部行政を前橋市へ事務委託しようとしたが前橋市が一方的な合併破棄を理由に難色を示し、結局県などの仲裁により委託を取り付けた。その後、合併協議会は解散し合併調印も取り消された。
これらにより富士見村民は、広域圏行政下で優遇されていた前橋市営斎場利用料や市立工科大学入学料をはじめとする優遇措置を廃止され、前橋市立図書館の利用も市内に通勤、通学する村民以外は原則不可とされた。
また10年間の投資的事業費が合併時の70億円に対して、合併しない場合130億円見込める事が自立の論拠の一つとされたが、実際には2005年度の投資的経費は計画の半額であり、議会は紛糾した。
しかし、2007年4月の村長選で合併推進派の福島節夫が当選、村議選でも合併推進派の勢力が拡大した事から、前橋市との合併に弾みがつき、2008年1月15日に合併協議会が設置され、「2009年5月5日に前橋市に編入合併」で決着を付けた。
年表
- 昭和45年11月13日 - 「前橋広域市町村圏協議会」（前橋市（会長）、富士見村、大胡町、宮城村、粕川村）設置。
- 昭和47年5月1日 - 前橋広域市町村圏協議会を解散し、同じ5市町村で「前橋広域市町村圏振興整備組合」（理事長：前橋市長）設立。
- 平成13年8月9、10日 - 5市町村の首長が新潟県弥彦村で合併問題について協議。市町村の合併の特例に関する法律の有効期限である平成17年3月31日までに、熟度の高まった市町村から順次合併することを確認。
- 平成13年8月20日 - 村議会に合併問題調査特別委員会設置。
- 平成14年4月17日 - 村議会全員協議会において下記前橋広域任意合併協議会への参画をしないことで一致。
- 平成14年4月19日 - 富士見村を除く4市町村が前橋広域任意合併協議会を設置。
- 平成14年7月19日 - 関口隆正村長が合併しないことを決断、任意合併協議会への不参加を表明。
- 平成14年9月10日 - 「富士見村の将来を考える会」から任意合併協議会参画についての陳情書提出（署名数11488人）。
- 平成14年12月24日 - 村長解職請求書が提出される。
- 平成15年2月16日 - 村長解職投票。関口村長失職。
- 平成15年4月17日 - 富士見村を除く4市町村により前橋広域市町村合併協議会設置。
- 平成15年4月27日 - 村長・村議会議員選挙。星野好孝が村長に当選。
- 平成15年7月24日 - 村長が前橋市長に対し合併協議会設置を要請。
- 平成15年10月31日 - 合併の是非を問う住民投票条例制定。
- 平成15年12月14日 - 合併の是非を問う住民投票。合併賛成8141票（63%）、合併反対4787票（37%）。
- 平成16年1月30日 - 前橋市・富士見村合併協議会設置。
- 平成16年2月16日 - 合併重点地域に指定される。
- 平成16年8月27日 - 前橋市と富士見村の合併の期日を平成17年5月1日とする合併協定調印式。
- 平成16年9月16日 - 村議会で廃置分合議案が否決される。
- 平成16年10月28日 - 村議会で廃置分合議案が再度否決。前橋市へ合併断念を申し出。
- 平成16年12月5日 - 富士見村を除く4市町村が合併。前日、前橋広域市町村圏振興整備組合解散。
- 平成19年4月22日 - 村長・村議会選挙の結果、前橋市が中核市となる平成21年4月までに合併することを公約に掲げた福島節夫が村長に当選。
- 平成19年6月11日 - 村役場内に合併推進課設置。
- 平成19年7月30日 - 村議会に合併調査特別委員会を設置。
- 平成20年1月15日 - 前橋市・富士見村合併協議会設置。
- 平成20年8月7日 - 合併の期日を平成21年5月5日とする合併協定調印式。
- 平成20年8月12日 - 村議会で合併関連議案が議決。
- 平成20年8月19日 - 前橋市長、富士見村長が群馬県知事に合併申請書を提出。
- 平成20年9月 - 群馬県議会で合併議案議決。
- 平成20年10月10日 - 群馬県知事が合併を決定。
- 平成20年11月5日 - 総務大臣による告示。
- 平成21年4月19日 - 閉村式。
- 平成21年5月5日 - 前橋市と富士見村が合併。

## 行政

### 歴代村長
| 氏名         | 生年月日         | 就任             | 退任             | 備考                                                    |
| ------------ | ---------------- | ---------------- | ---------------- | ------------------------------------------------------- |
| 寒河江元     | 天保9年9月24日   | 明治22年6月1日   | 明治35年9月21日  |                                                         |
| 羽鳥多三     | 安政3年9月22日   | 明治35年10月9日  | 明治39年10月8日  | 勲七等青色桐葉章（日露戦争の功）                        |
| 星野長平     | 嘉永4年4月25日   | 明治39年11月2日  | 明治40年8月24日  |                                                         |
| 樺沢清作     | 嘉永5年1月28日   | 明治40年10月19日 | 大正11年2月27日  |                                                         |
| 金子金八     | 明治8年11月22日  | 大正11年3月16日  | 昭和6年9月9日    | 群馬県会議員、県会議長、藍綬褒章                        |
| 小保方友次郎 | 明治5年1月15日   | 昭和6年11月15日  | 昭和9年10月12日  |                                                         |
| 古屋清太郎   | 明治11年5月13日  | 昭和10年1月26日  | 昭和13年7月29日  | 群馬県会議員、勲七等旭日章 功七級金鵄勲章、勲六等瑞宝章 |
| 品川金治     | 慶応3年3月2日    | 昭和13年10月13日 | 昭和17年10月22日 | 群馬県会議員                                            |
| 古屋清太郎   | 明治11年5月13日  | 昭和17年10月13日 | 昭和21年12月3日  |                                                         |
| 樺沢泰重     | 明治21年2月20日  | 昭和22年4月8日   | 昭和24年8月20日  | 在職中死去、勲八等瑞宝章                                |
| 大友常見     | 明治31年10月3日  | 昭和24年9月30日  | 昭和28年9月9日   |                                                         |
| 柳井浩平     | 明治25年12月17日 | 昭和28年9月16日  | 昭和32年9月15日  |                                                         |
| 寒河江清     | 明治23年10月21日 | 昭和32年9月16日  | 昭和36年9月15日  |                                                         |
| 椛沢貞三     | 明治23年11月18日 | 昭和36年9月16日  | 昭和40年9月15日  |                                                         |
| 品川正衛     | 明治40年2月17日  | 昭和40年9月16日  | 昭和52年9月15日  | 陸軍少佐従六位勲四等功五級                              |
| 須田惇一     | 明治42年5月29日  | 明治52年9月16日  | 昭和60年9月15日  |                                                         |
| 鈴木一英     | 大正8年3月5日    | 昭和60年9月16日  | 平成9年9月15日   |                                                         |
| 齋藤啓治     | 昭和3年1月22日   | 平成9年9月16日   | 平成13年9月15日  |                                                         |
| 関口隆正     | 昭和8年10月24日  | 平成13年9月16日  | 平成15年2月16日  | 解職請求に基づくリコール                                |
| 星野好孝     | 昭和25年10月2日  | 平成15年4月27日  | 平成19年4月26日  |                                                         |
| 福島節夫     | 昭和25年2月3日   | 平成19年4月27日  | 平成21年5月4日   | 前橋市に合併                                            |

### 財政
データは平成18年度。
- 財政力指数 0.564 群馬県市町村平均　0.60
- 経常収支比率　89.8%
- 人口一人当たり地方債現在高　22万6423円 （普通会計分のみ） 群馬県市町村平均 14.0
- 実質公債費比率　9.9%　群馬県市町村平均 14.0% 健全な財政である
- 人口一人当たり人件費物件費等決算額 9万1681円 群馬県市町村平均 11万6415円
- 人口1000人当たり職員数 5.40人 群馬県市町村平均　7.90人
  - 内訳 一般職員123人（うち技能労務職12人）
  - 職員一人当たり平均給料月額 32万2400円　すべての職員手当を含まない数字
  - 職員一人あたり人件費概算値（年額） 887万5390円　（人件費/職員数）
- ラスパイレス指数 97.2 全国町村平均 93.9

地方債の残高
- 1普通会計分の債務 51億6200万円
- 2特別会計分の債務 68億5800万円
  - 内訳　下水道事業分 25億6400万円　農業集落排水事業分 27億1400万円 水道事業分 15億8000万円
- 3関係する一部事務組合分の債務 0円
- 4第三セクター等の債務保証等に係る債務 0円

地方債残高の合計 120億2000万円 （連結会計）
- 富士見村民一人当たりの地方債等残高 52万7239円 （連結会計）

## 地域

### 教育
- 富士見村立富士見中学校（現：前橋市立富士見中学校）
- 富士見村立白川小学校（現：前橋市立白川小学校）
- 富士見村立石井小学校（現：前橋市立石井小学校）
- 富士見村立原小学校（現：前橋市立原小学校）
- 富士見村立時沢小学校（現：前橋市立時沢小学校）

### 大字
富士見村で使われていた大字は、下記の通り前橋市に合併された際、粕川村と同じように前橋市富士見町○○のようになった。
- 赤城山（現富士見町赤城山）
- 石井（現富士見町石井）
- 市之木場（現富士見町市之木場）
- 漆窪（現富士見町漆窪）
- 小沢（現富士見町小沢）
- 小暮（現富士見町小暮）
- 田島（現富士見町田島）
- 時沢（現富士見町時沢）
- 原之郷（現富士見町原之郷）
- 引田（現富士見町引田）
- 皆沢（現富士見町皆沢）
- 山口（現富士見町山口）
- 横室（現富士見町横室）
- 米野（現富士見町米野）

## 交通

### 鉄道
村内を鉄道路線は通っていない。鉄道を利用する場合、最寄り駅として距離が近いのはJR東日本上越線群馬総社駅や八木原駅だが、列車本数やバスとの接続等の面で利便性が高いのは同両毛線前橋駅となっている。

### 路線バス
- 関越交通、前橋駅 - 富士見温泉（乗換） - 赤城山大洞 - 赤城山ビジターセンター（6〜10月は直通便あり）
- 日本中央バス、前橋駅 - 富士見温泉（石井線と山口線の2系統）

### 道路
- 村内を走る国道
  - 国道353号
- 村内を走る県道（主要地方道）
  - 4号前橋赤城線（通称・赤城県道）
  - 16号大胡赤城線
  - 34号渋川大胡線

## 名所・旧跡・観光スポット・祭事・催事
- 赤城山
  - 大沼 - わかさぎ釣り、小沼
  - 赤城神社
  - 白樺牧場 - 群馬県エネルギー資料館（現・赤城山総合観光案内所）、レンゲツツジの群落
  - 覚満淵
  - 赤城山スキー場
- 米野宿（沼田街道の宿駅）
- 珊瑚寺
- 群馬県馬事公苑
- 横室の大カヤ

## 出身有名人
- 船津伝次平
- 桑島定助
- 小野裕幸
- 羽鳥又男